# Volante Museum
Le Volante Museum ou Oldtimer-Museum Volante était un musée de l'automobile de collection de prestige, fondé en 2015 à Kirchzarten (près de Fribourg-en-Brisgau) dans le Bade-Wurtemberg, en Allemagne.
Le Volante Museum a cessé ses activités en 2020 en raison de la pandémie corona.

## Historique
Ce musée de prestige est fondé par le collectionneur allemand Martin Waltz, et inauguré en 2015, dans un ancien gymnase de Tennis couvert de 2 000 m2, à 10 km au sud-ouest de Fribourg-en-Brisgau, en Forêt-Noire, proche des frontières de l'Allemagne, avec la France et la Suisse (à 70 km au nord-est de la Cité de l'automobile de Mulhouse).

Quelques carrosserie Vanvooren
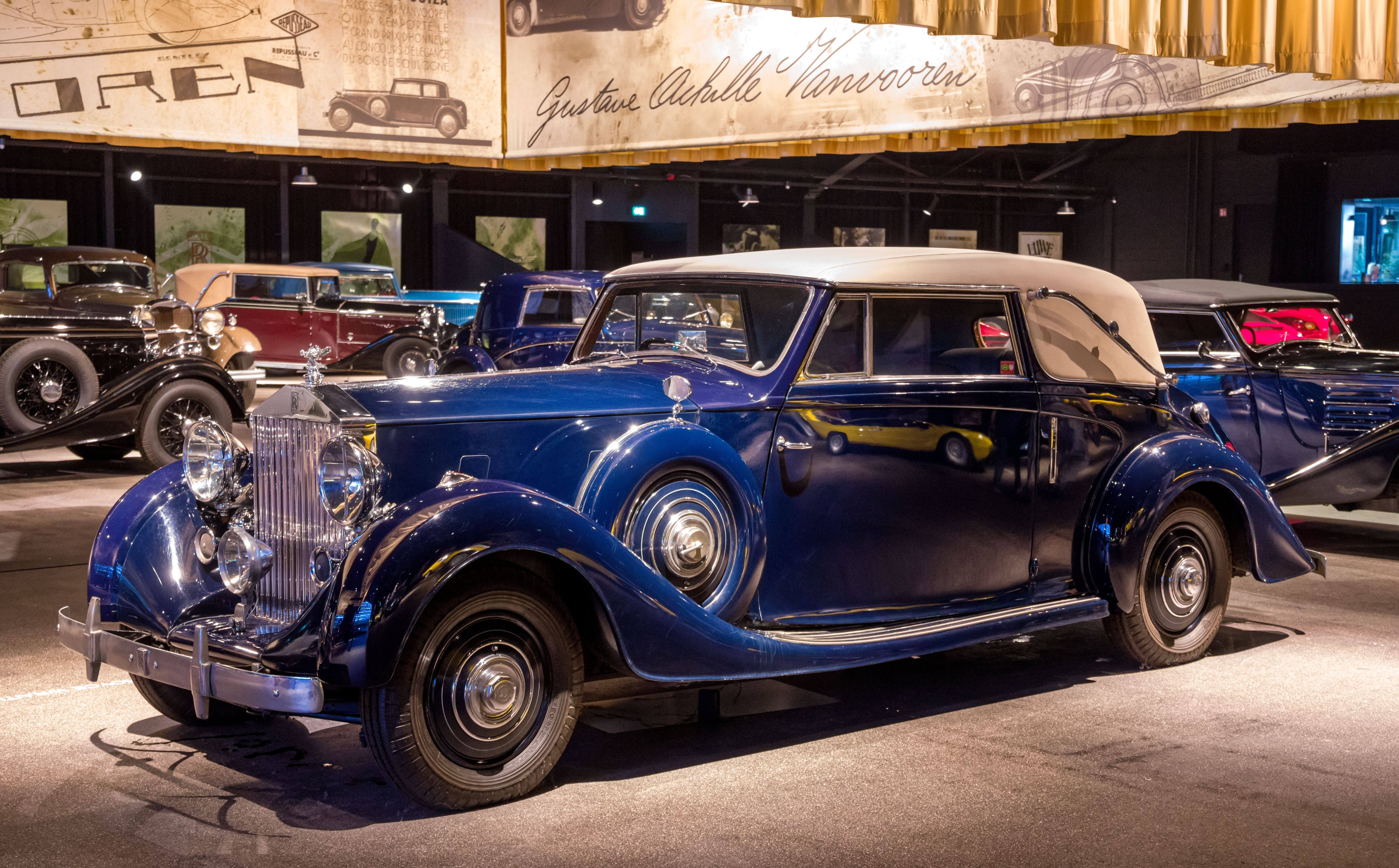
Rolls-Royce Wraith Cabriolet Vanvooren, 1939
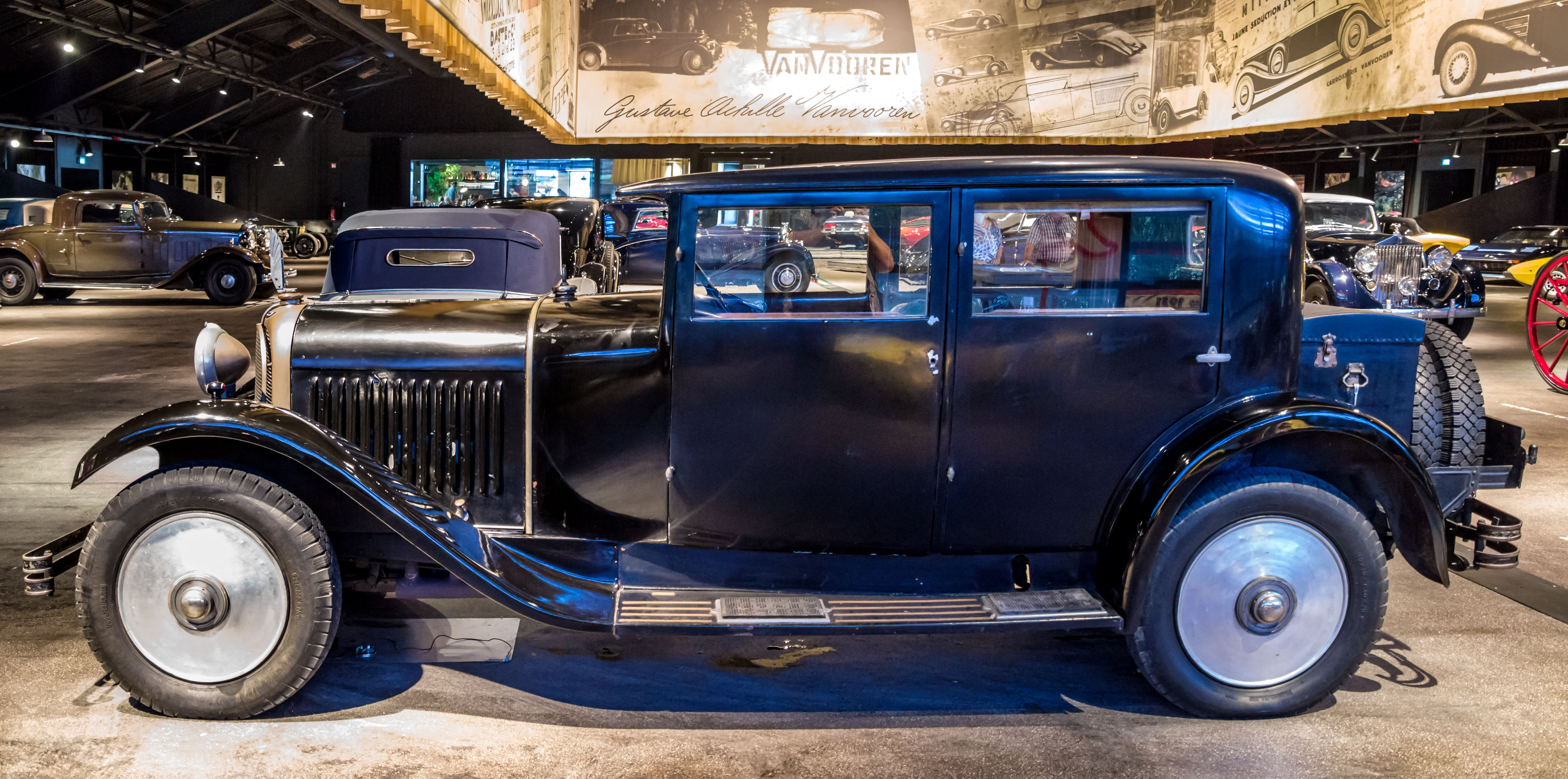
Avions Voisin C11 Vanvooren, 1928
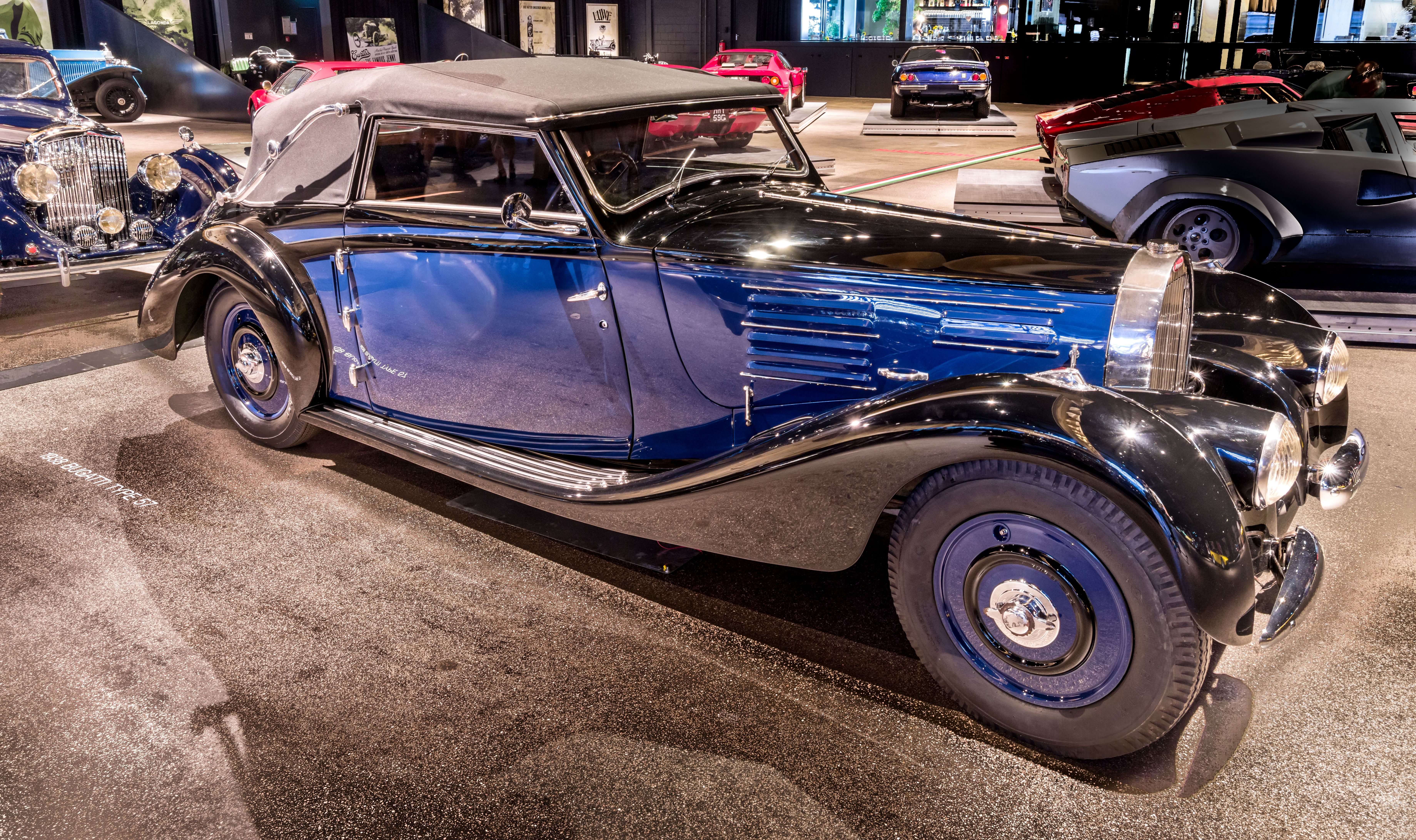
Bugatti Type 57 Cabriolet Vanvooren, 1938

Le musée expose une collection privée d'une cinquantaine de voiture de collection de prestige (dont beaucoup de pièces particulières uniques) dans un état exceptionnel de restauration, dont une série unique de huit voitures du carrossier français Vanvooren (1911-1950), ainsi que des Alvis, Aston Martin, Avions Voisin, Bentley, BMW, Bugatti, Chevrolet Corvette, Daimler, Delahaye, De Tomaso, Dino, Ferrari, Frazer Nash, Hispano-Suiza, Horch, Jaguar, Lagonda, Lamborghini, Lancia, Lincoln, Maserati, Mercedes-Benz, Panhard & Levassor, Porsche, Rolls-Royce, Sunbeam... et quelques motos...

Quelques voitures exposées
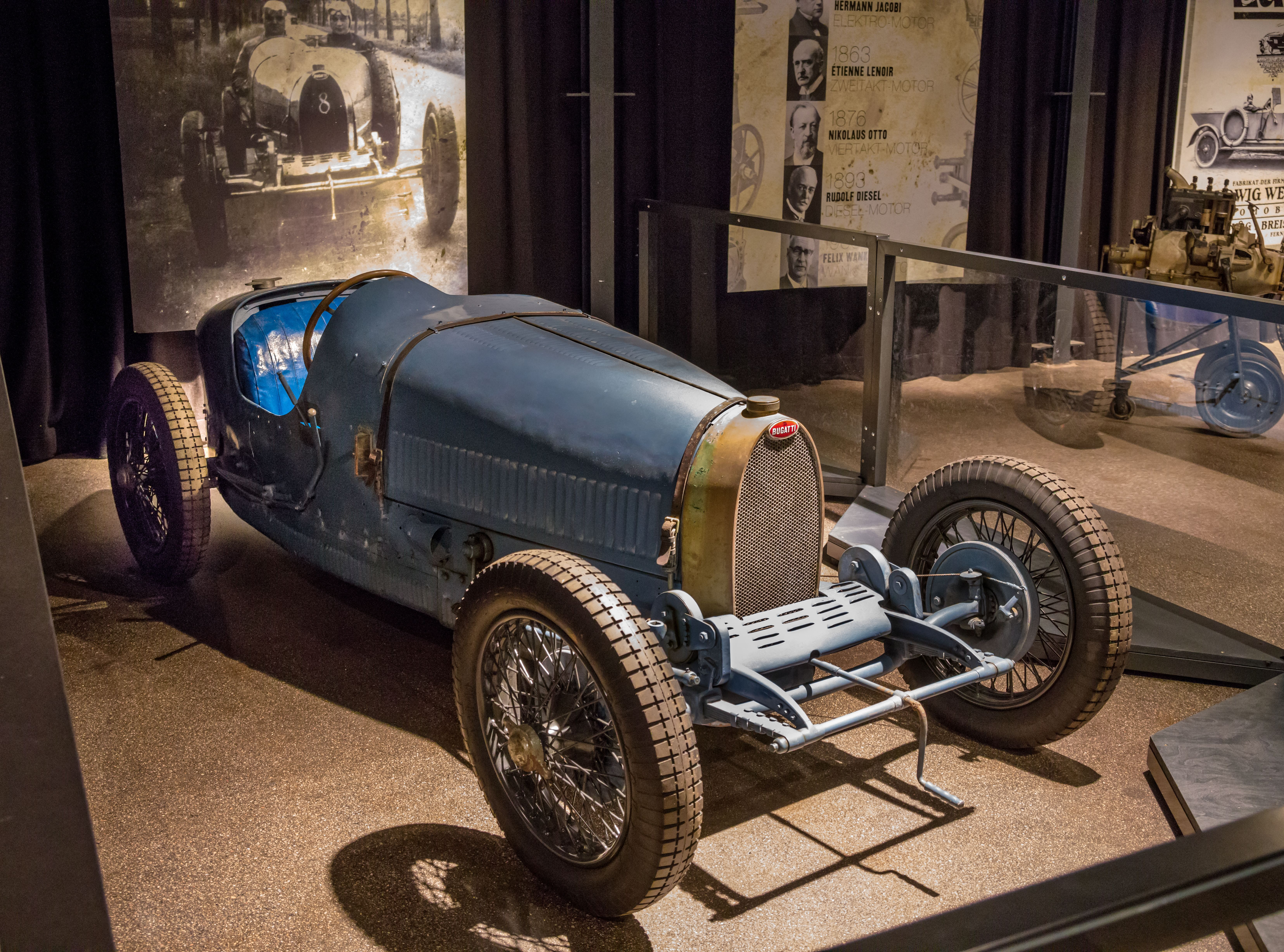
Bugatti Type 35 A 1926
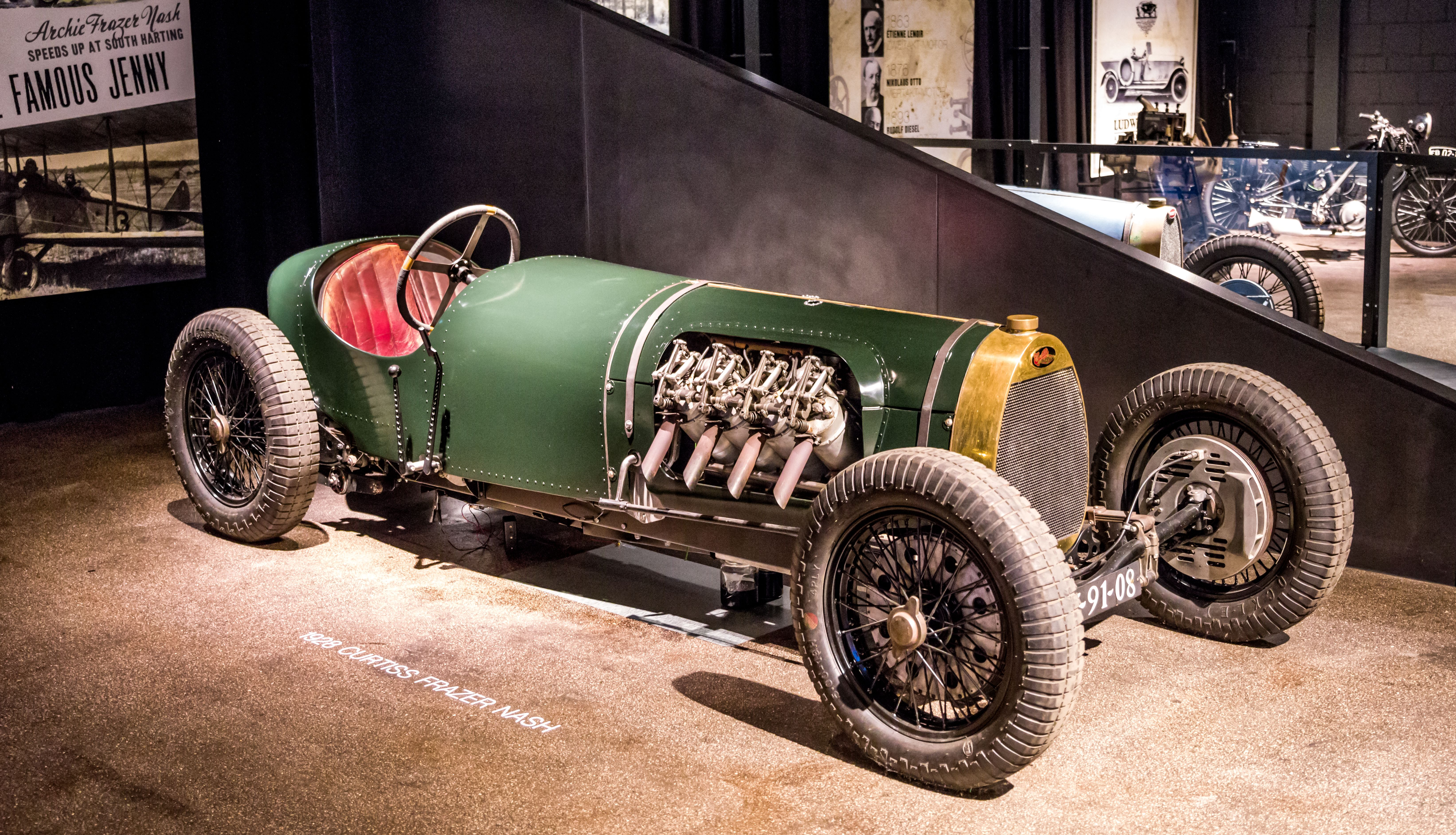
Curtiss Frazer Nash 1928
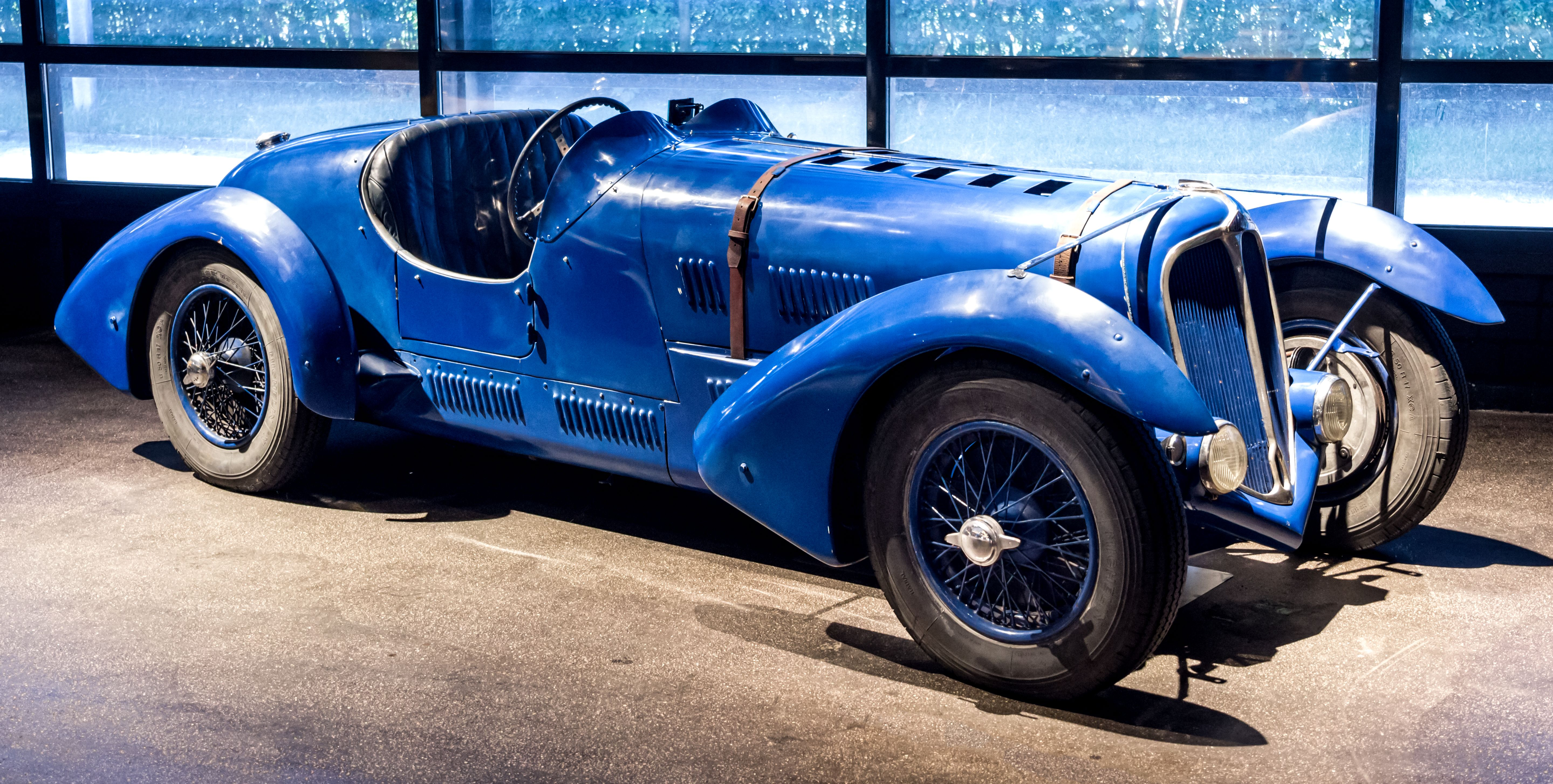
Delahaye Type 135 MS Course 1948

Le musée et son restaurant gastronomique Mangusta (baptisé du nom des De Tomaso Mangusta) peuvent être loués pour des réceptions, événements, expositions, séminaires privés, avec une capacité de 800 personnes...

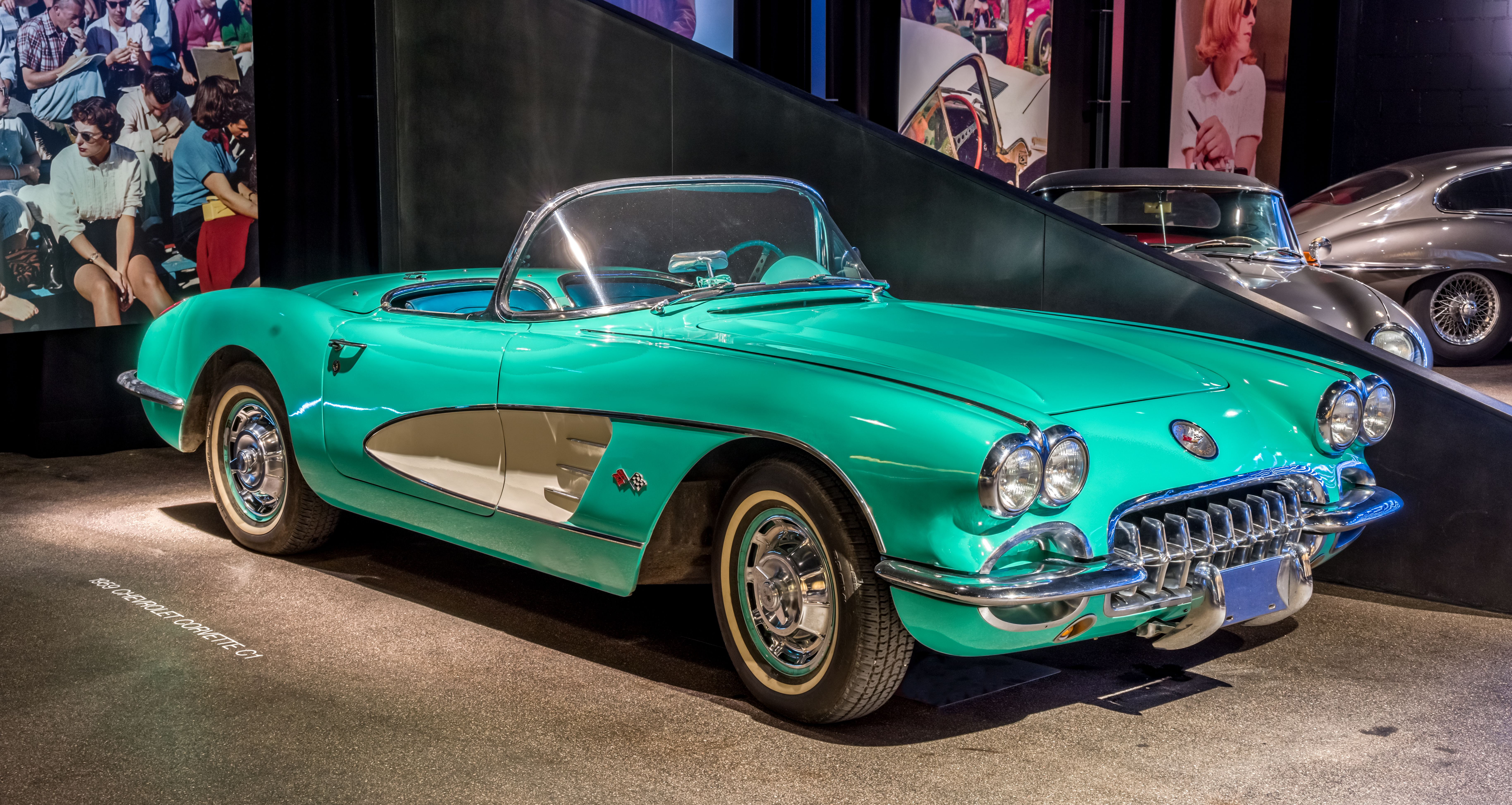
Chevrolet Corvette C1 1959
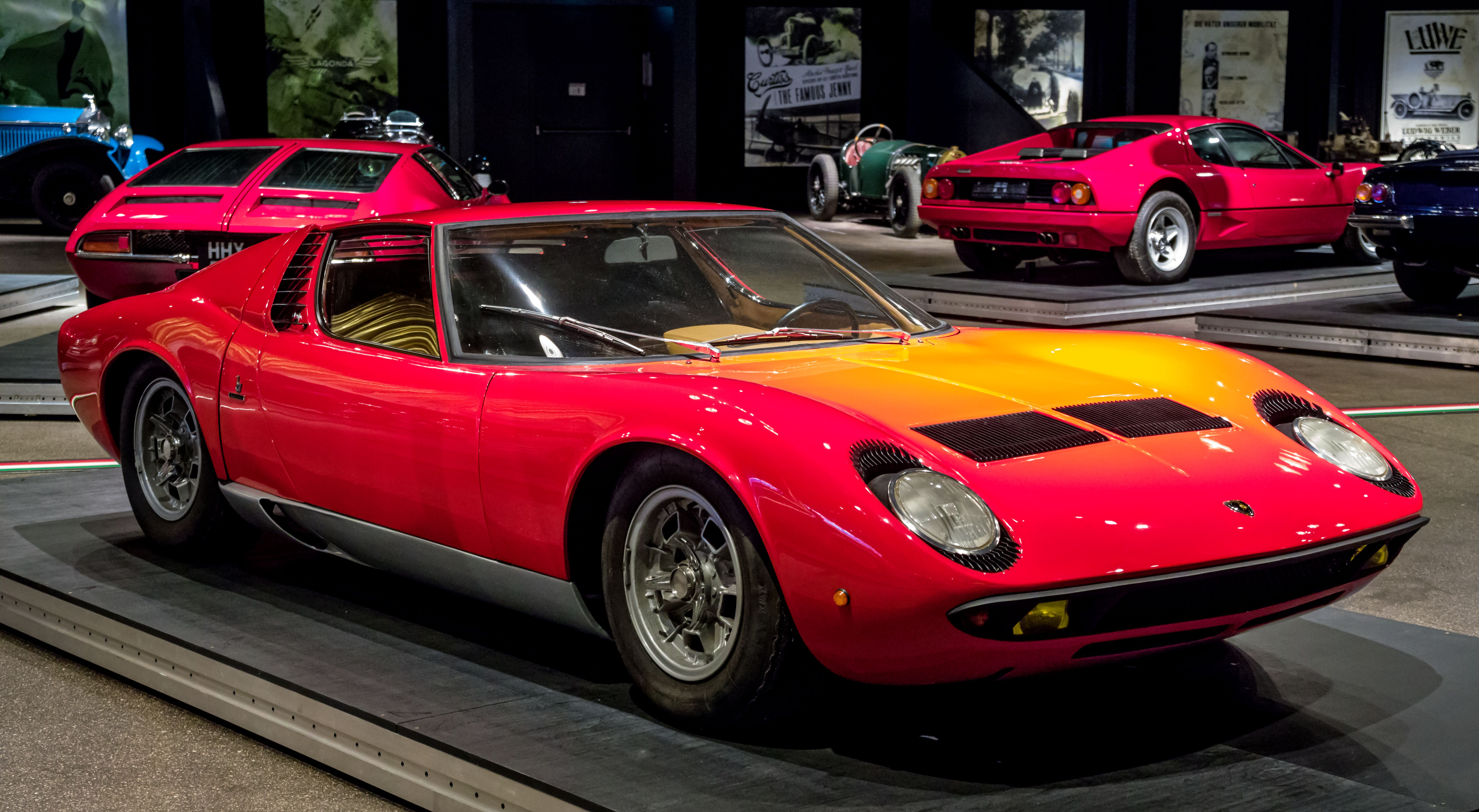
Lamborghini Miura 1967
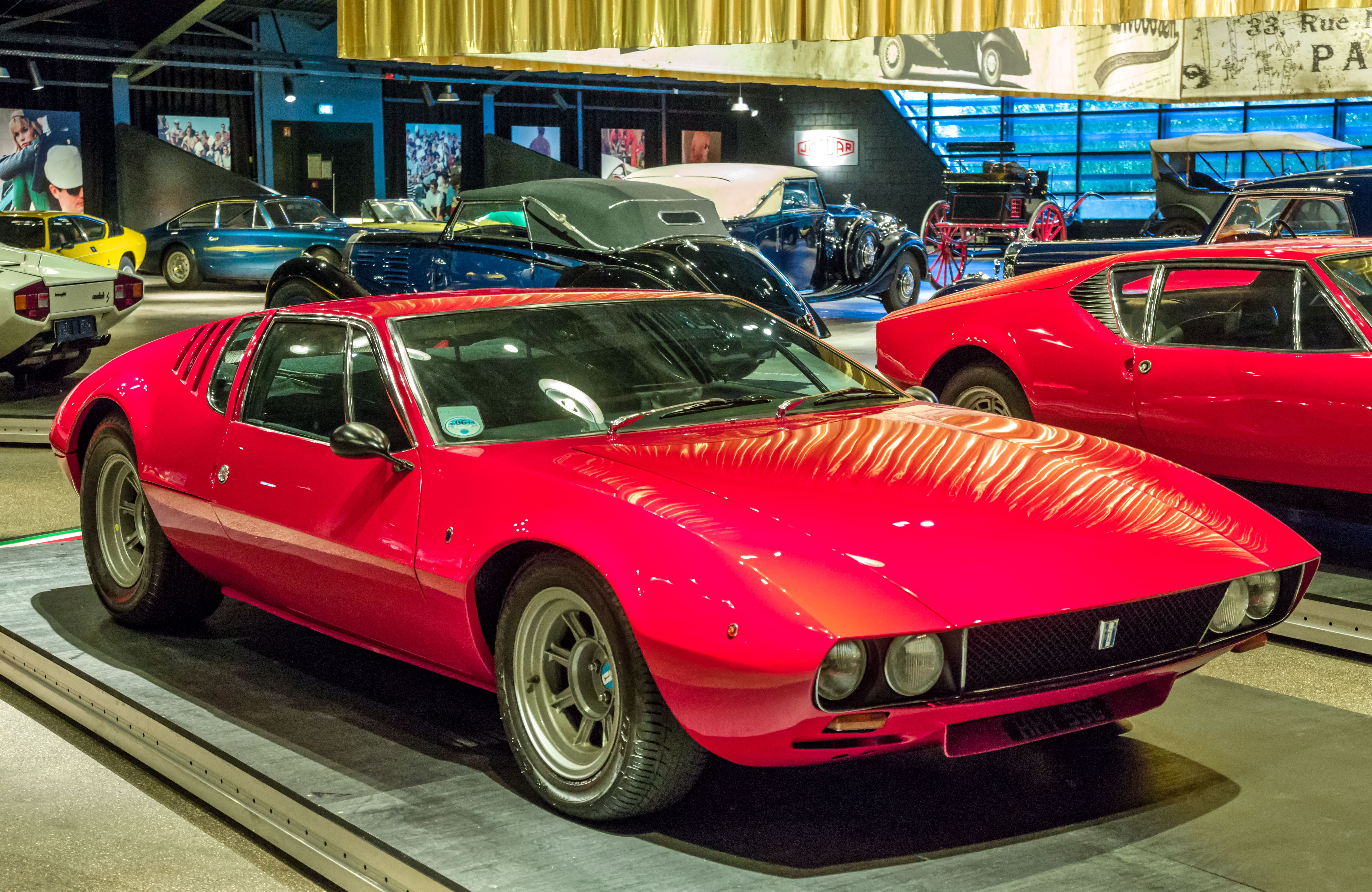
De Tomaso Mangusta 1969
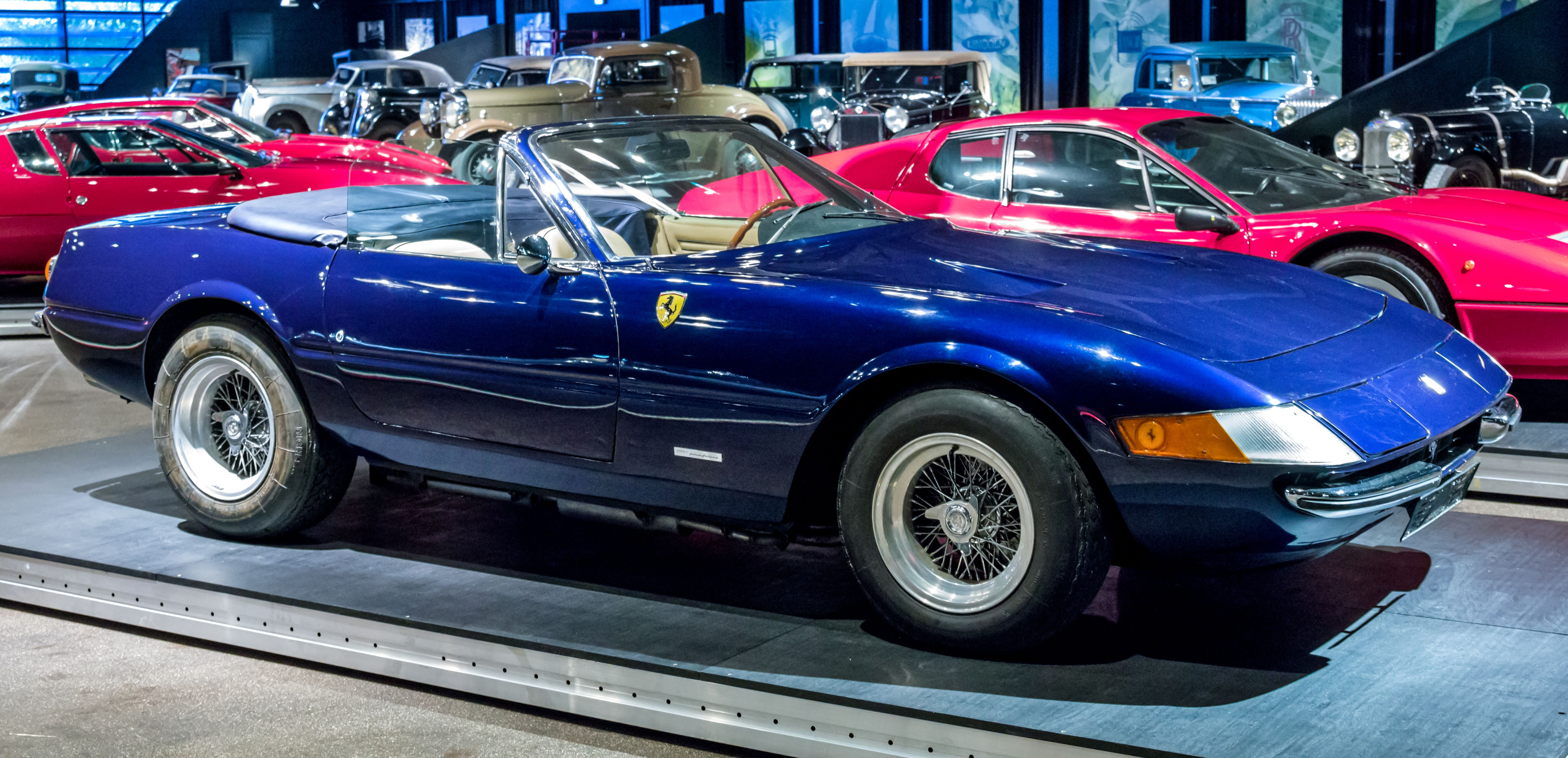
Ferrari 365 Daytona 1969 (de Sophia Loren, et David Gilmour de Pink Floyd)
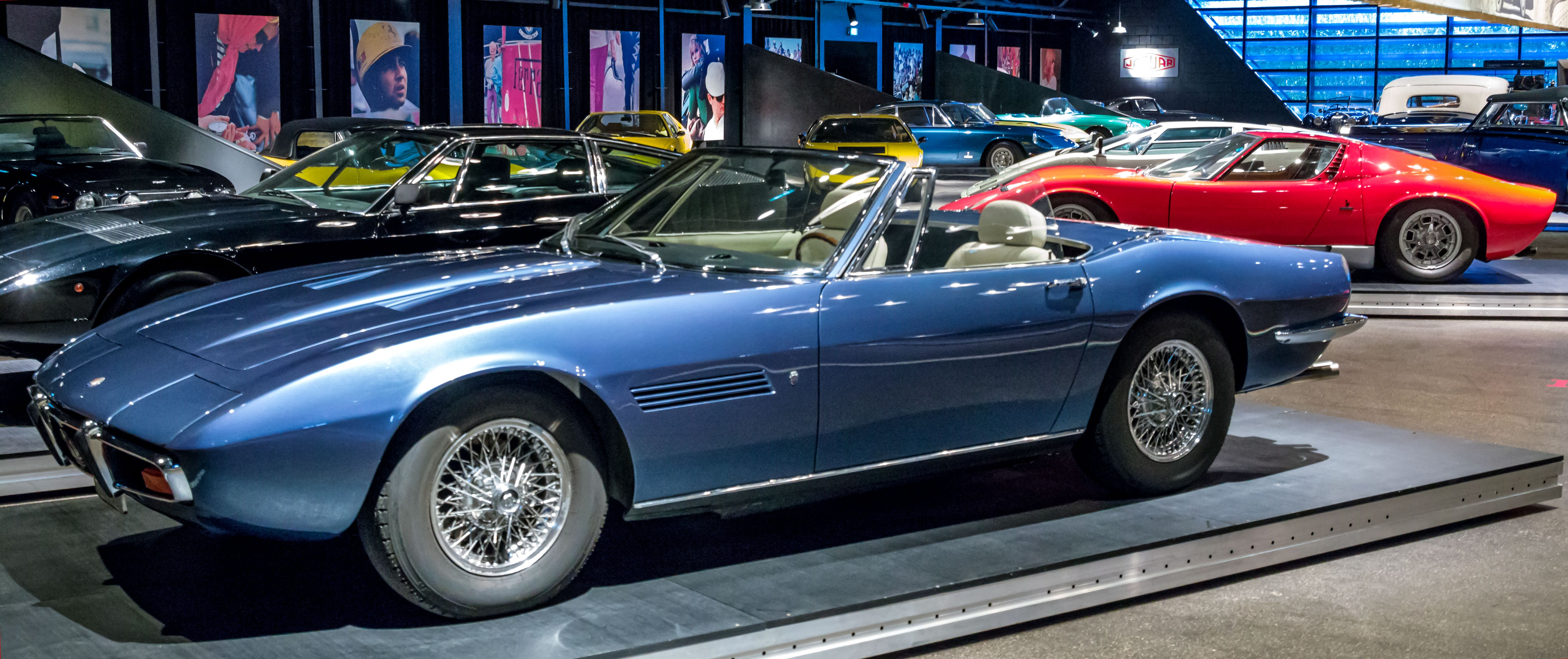
Maserati Ghibli Spyder 1970
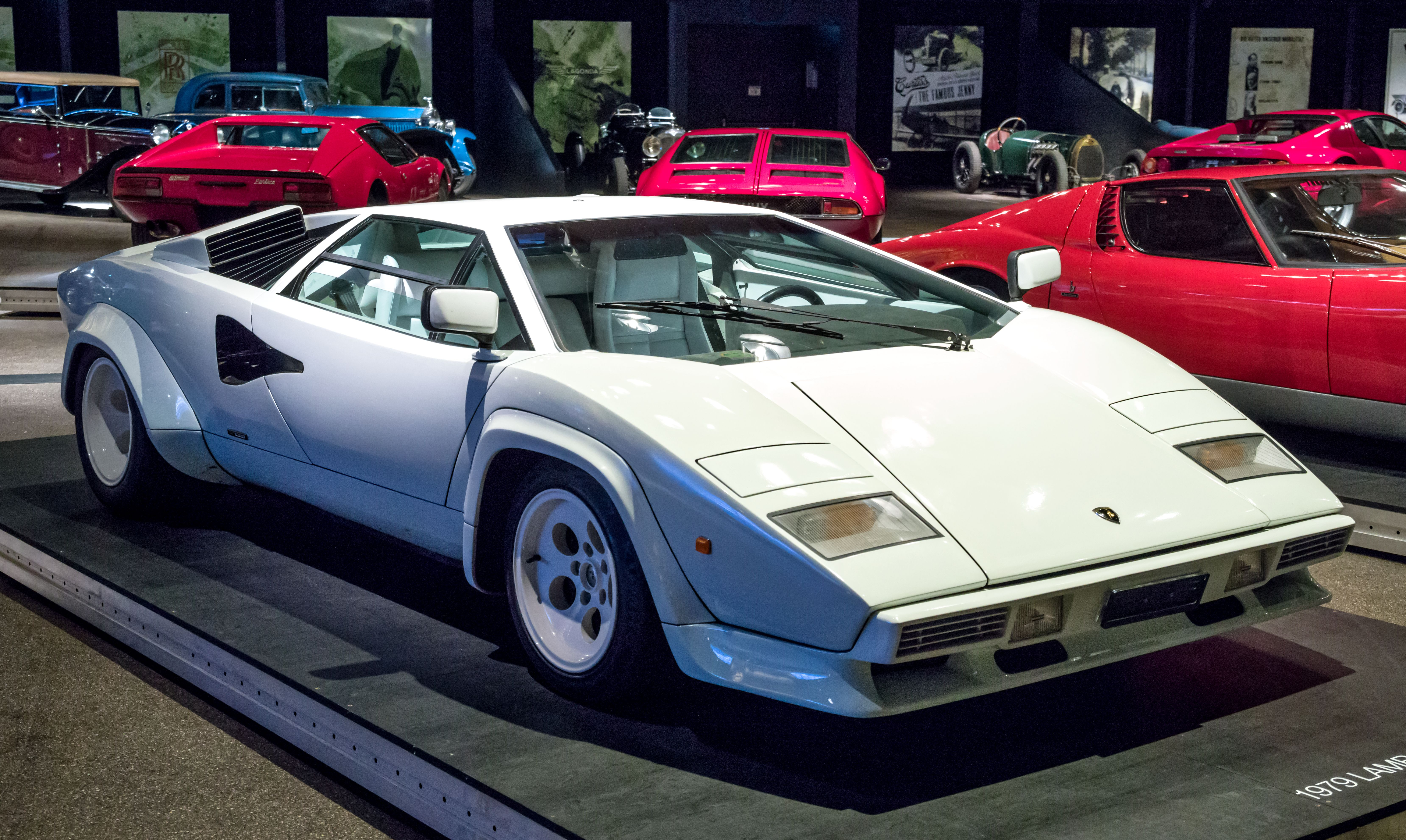
Lamborghini Countach 1970
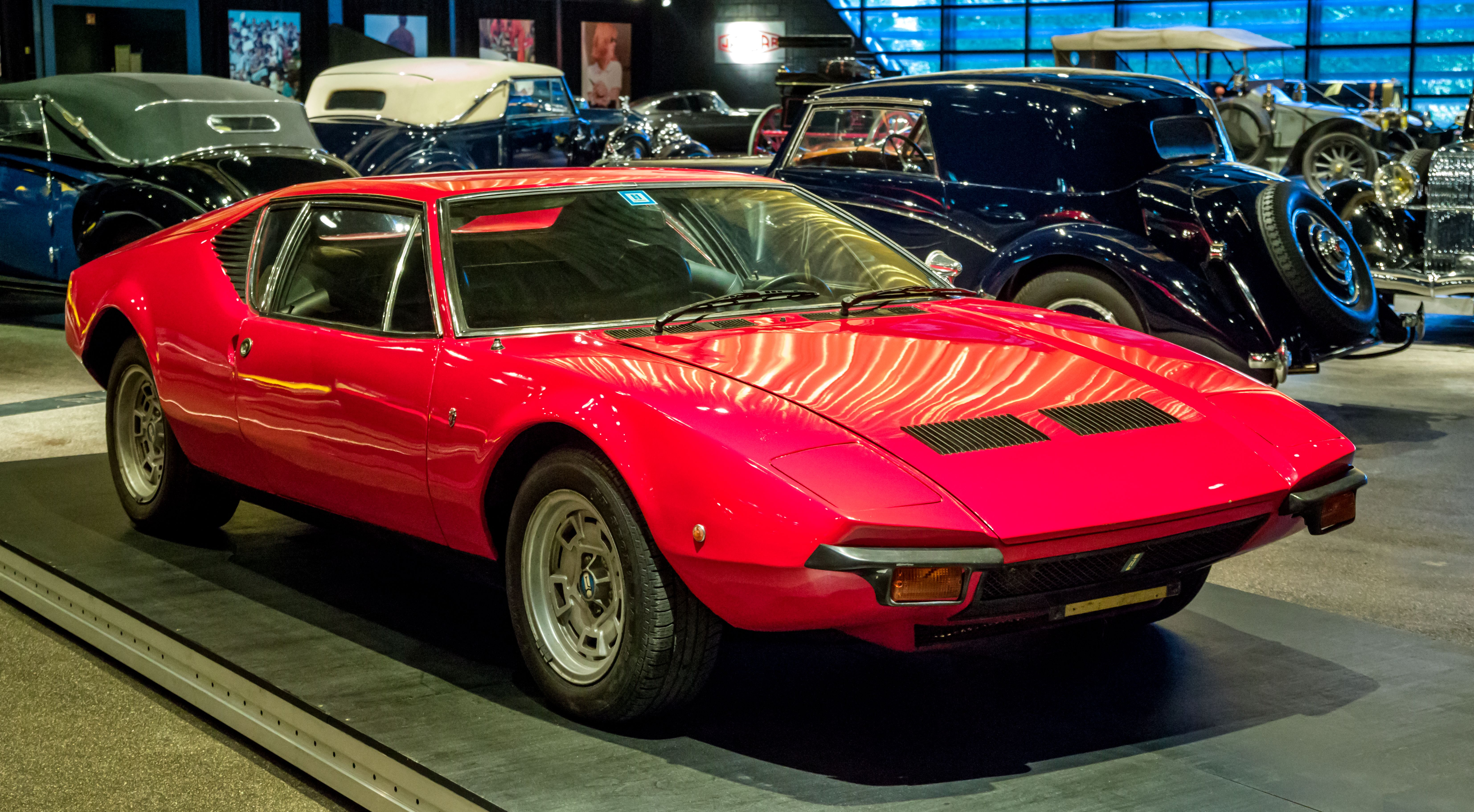
De Tomaso Pantera 1971
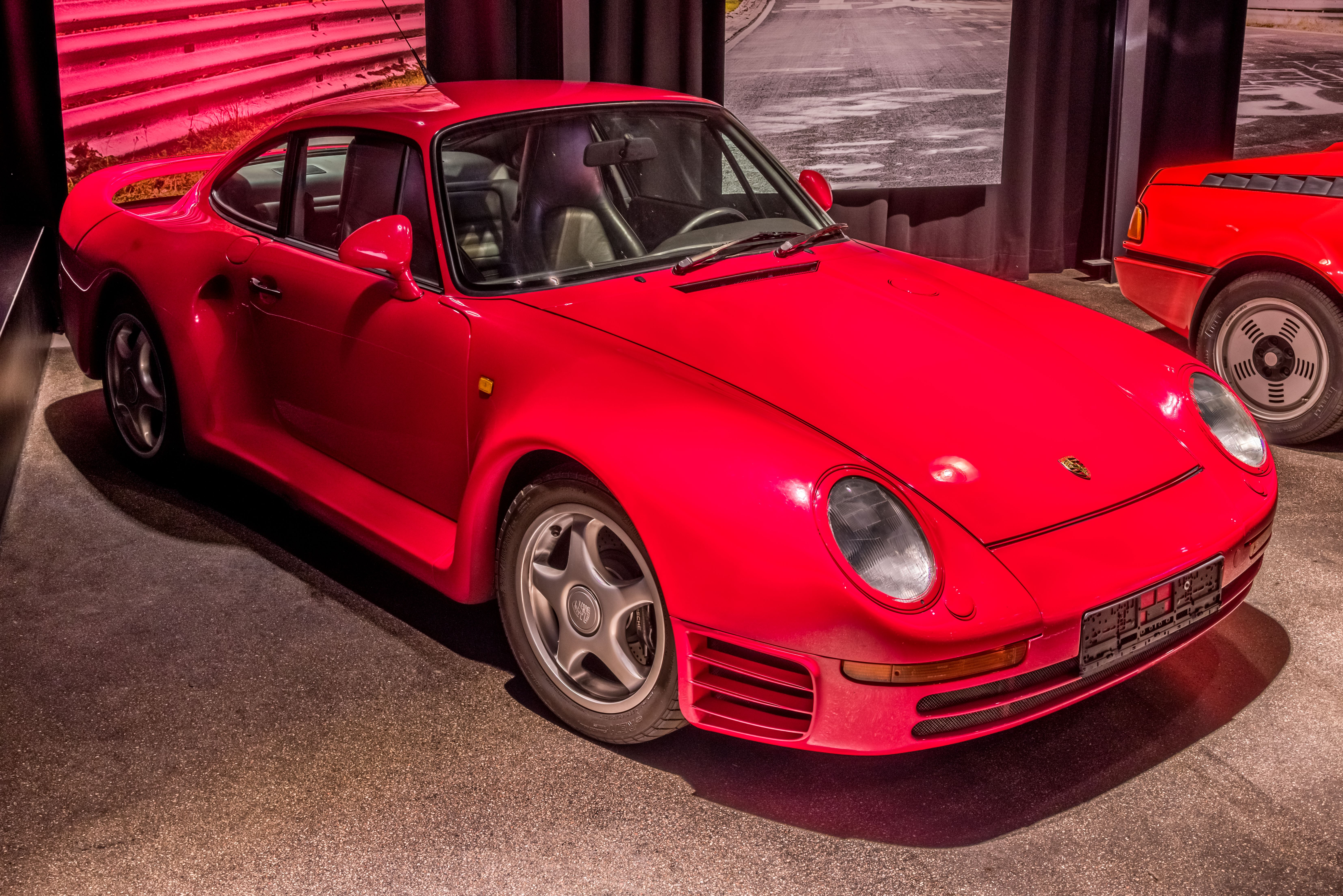
Porsche 959 1988